# Timonius bosaviensis
Timonius bosaviensis är en måreväxtart som beskrevs av Steven P. Darwin. Timonius bosaviensis ingår i släktet Timonius och familjen måreväxter. Inga underarter finns listade i Catalogue of Life.